# Nomerobius spinosus
Nomerobius spinosus là một loài côn trùng trong họ Hemerobiidae thuộc bộ Neuroptera. Loài này được Oswald miêu tả năm 1990.